# Максімо Теноріо
Максімо Теноріо (ісп. Máximo Tenorio, нар. 30 вересня 1970, Есмеральдас) — еквадорський футболіст, що грав на позиції захисника, зокрема за клуб «Емелек» та національну збірну Еквадору.
Триразовий чемпіон Еквадору. 

## Клубна кар'єра
У дорослому футболі дебютував 1992 року виступами за команду «Емелек», в якій провів чотири сезони. За цей час двічі виборював титул чемпіона Еквадору.
Частину 1996 року провів у бразильському «Васко да Гама», після чого повернувся на батьківщину, де до 2001 року пограв за «Барселону» (Гуаякіль), «Емелек» та «Аудас Октубріно». Протягом цих років додав до переліку своїх трофеїв ще один титул чемпіона Еквадору.
Завершував ігрову кар'єру у команді «Манта», за яку виступав протягом 2002 року.

## Виступи за збірну
1992 року дебютував в офіційних матчах у складі національної збірної Еквадору.
У складі збірної був учасником розіграшу Кубка Америки 1993 року в Еквадорі, розіграшу Кубка Америки 1995 року в Уругваї, а також розіграшу Кубка Америки 1997 року у Болівії.
Загалом протягом кар'єри в національній команді, яка тривала 6 років, провів у її формі 38 матчів, забивши 3 голи.

## Титули і досягнення
- Чемпіон Еквадору (3):

«Емелек»: 1993, 1994
«Барселона» (Гуаякіль): 1997